# Hajimari no Umi
Singles de Māya Sakamoto
More Than Words
(2012) Saved / Be mine!
(2014)
Hajimari no Umi est le 23e single de Māya Sakamoto sorti sous le label Victor Entertainment le 31 juillet 2013 au Japon. Il arrive 19e à l'Oricon et reste classé quatre semaines.
Hajimari no Umi a été utilisé comme thème d'ouverture de l'anime Tamayura: More Aggressive. L'édition limitée contient un DVD bonus sur lequel se trouve le clip de Hajimari no Umi ainsi qu'une vidéo sur son dernier concert. La chanson Hajimari no Umi se trouve sur l'album Follow Me Up.

## Liste des titres
| 1. | Hajimari no Umi (はじまりの海) |  |
| 2. | Itsumo no Tokorode (タイトル未定) |  |
| 3. | Okaerinasai〜Acoustic Ver.〜 (おかえりなさい〜Acoustic Ver.〜) |  |
| 4. | Medley 'Roots Of SSW' : Mameshiba/Platinum/Kiseki no Umi/Yubiwa/Yakusoku wa Iranai/Yubiwa/Magic Number/Hikari Are (メドレー"Roots of SSW"(LIVE)〈マメシバ〜プラチナ〜奇跡の海〜指輪〜約束はいらない〜指輪〜マジックナンバー〜光あれ〉) |  |

| 1. | Hajimari no Umi (Clip Vidéo) (はじまりの海)                                                                                          |  |
| 2. | COUNTDOWN LIVE 2012-2013〜TOUR "Mitsubachi" FINAL (digest footage) (COUNTDOWN LIVE 2012→2013〜TOUR"ミツバチ"FINAL〜ダイジェスト映像) |  |